# Tomáš Slavík (cyclisme)
Pour les articles homonymes, voir Slavík.
Tomáš Slavík (né le 12 juin 1987 à Brno) est un coureur cycliste tchèque. Spécialisé en VTT, il est triple champion du monde de 4-cross en 2010, 2014 et 2021.

## Biographie
En 1993 à l'âge de six ans, Tomáš Slavík a commencé le cyclisme dans la discipline du BMX, en 2012 il a même construit sa propre piste de bicross en 
République tchèque.

## Palmarès en VTT

### Championnats du monde
- Fort William 2007
  - 6e du four cross
- Val di Sole 2008
  - 10e du four cross
- Canberra 2009
  - 5e du four cross
- Mont Sainte-Anne 2010
  -  Champion du monde du four cross
- Saalfelden-Leogang 2012
  -  Médaillé de bronze du four cross
- Leogang 2013
  - 4e du four cross
- Leogang 2014
  -  Champion du monde du four cross
- Val di Sole 2016
  - 8e du four cross
- Val di Sole 2018
  -  Médaillé d'argent du four cross
- Val di Sole 2019
  - 5e du four cross
- Val di Sole 2021
  -  Champion du monde du four cross

### Coupe du monde
- Coupe du monde de cross-country marathon
  - 2008 : 8e du classement général
- Coupe du monde de 4-cross
  - 2009 : 8e du classement général
  - 2010 : 2e du classement général
  - 2011 : 3e du classement général, vainqueur d'une manche

### Championnats d'Europe
- 2009
  -  Médaillé de bronze du championnat d'Europe du four cross
- 2010
  -  Médaillé d'argent du championnat d'Europe du four cross
- 2012
  - 4e du four cross

### Autres (Four cross)
- 2012
  - Houffalize
  - Szczawno Zdroj
  - Commezzadura
  - Leibstadt
  - Winterberg
- 2013
  - Fort William
  - Szczawno Zdroj
  - Jablonec nad Nisou
  - Harthill
  - Winterberg
- 2014
  - Fort William
  - Szczawno Zdroj
  - Jablonec nad Nisou
  - Pamporovo
- 2015
  - Jablonec nad Nisou
- 2016
  - Fort William
  - Jablonec nad Nisou
  - Winterberg
- 2017
  - Fort William
  - Azur Bike Park - Roquebrune-sur Argens
- 2019
  - Fort William